# Geticeras getensis
Geticeras getensis (лат.) — вид головоногих моллюсков из семейства Neocomitidae подкласса аммонитов, единственный в роде Geticeras. Ископаемые остатки были найдены в нижнемеловых отложениях (валанжинский ярус) Гималаев на территории современной Индии.

## История исследования
Вид описан Биндхьячал Пандей, Део Брат Патках и Анад Кумар Джетли по ископаемым остаткам, найденным в индийских Гималаях. На данный момент образец хранится в кафедре геологии Бенаресского индуистского университета.

## Палеоареал
Geticeras getensis обитал во время валанжинского века на том участке океана Тетис, который в настоящее время занимает индийские склоны Гималаев.